# Rigslandsby
En rigslandsby (tysk Reichsdorf) var i Det tysk-romerske rige en rigsumiddelbar landsby. Landsbyens befolkning var ikke underlagt andre lensherrer end kejseren. Dermed var rigslandsbyerne strengt taget selvstændige stater. De kunne imidlertid ikke møde på rigsdagene, og var heller ikke repræsenteret i rigsstedernes kollegium.
Da der var flest fandtes der over 120 rigslandsbyer og rigsgodser, som var spredt rundt i riget, men flest i i sydvest, dvs. Hohenstaufernes stamterritorium i Schwaben. Rigslandsbyerne repræsenterede de tilbageværende kongelige/kejserlige territorier og hans personlige vasaler. På grund af kejserens tab af magt i løbet af middelalderen blev flere og flere rigslandsbyer overtaget af andre lensherrer (eller forblev privatejendom for forhenværende kongeslægter, men mistet også dermed sin status som rigsgods). Med Reichsdeputationshauptschluss i 1803 blev titlen afskaffet og rigslandsbyerne indlemmet i nabostaterne (mediatiseret). På dette tidspunktet fandtes der kun syv rigslandsbyer:
- Gochsheim
- Harmersbach («rigsdal»)
- Holzhausen
- Leutkircher Heide
- Sennfeld
- Soden
- Sulzbach